# Xanthorhoe annosaria
Xanthorhoe annosaria là một loài bướm đêm trong họ Geometridae.